# Mauzoleum w Mrokocinie
Mauzoleum w Mrokocinie – zabytkowe mauzoleum we wsi Mrokocin.
Neogotyckie mauzoleum  wybudowane na początku XX w. W grobowcu znajdują się  trumny, w których spoczywają szczątki właścicieli wsi z rodziny von der Rocke-Volmerstein, którzy w 1810 zakupili dobra od zakonu cystersów. Mauzoleum, cmentarz jak i mur okalający są wpisane do wykazu zabytków wyznaczonych przez Dolnośląskiego Wojewódzkiego Konserwatora Zabytków do objęcia ewidencją wojewódzką. Mauzoleum jest kryte dachem dwuspadowym. Od frontu ma ostrołukowe wejście i dwa herby po jego bokach.

Herb (L)
Herb von der Recke-Volmerstein (P)